# Marcelo Corvalán
Marcelo Gabriel Corvalán, también conocido como Corvata (Villa Crespo, Buenos Aires, 10 de noviembre de 1971) es un bajista, cantante y compositor argentino que tocó en la banda de groove metal A.N.I.M.A.L. y en la banda de Nü metal/Punk Rock Carajo.

## Biografía

### Sus inicios
Marcelo Corvalán, nació el 10 de noviembre de 1971, en el barrio de Villa Crespo, de la ciudad de Buenos Aires, Argentina. A lo largo de todos los momentos y actividades de su vida, va encontrando a su paso un entorno musical con el cual se identifica.
De chico, escuchaba casetes de música punk, hardcore y skate rock. El primer CD que compró fue "Houses of the Holy", de Led Zeppelin, banda que le dejó una influencia importante, por su lado de innovación al hardcore, al grunge, y al noise.
A los 15 años, Corvata comenzó a practicar skate, actividad que luego sería catalogada entre los deportes extremos. Poco después, conoció una banda de skate rock, llamada "Massacre Palestina" que formaba parte de la música under del momento. Esta banda fue la inspiración para que Corvata decidiera dedicarse, desde entonces, a su instrumento el bajo.
A los 18 años se unió a un grupo de amigos, pidió prestado un bajo y comenzó a tocar. Al disolverse su primera banda, llamada "D.G.I.", no se dio por vencido y formó otra con el nombre "Dulce Veneno". La banda alquilaba una sala de ensayo, la cual iba a ser el punto de encuentro con muchas personas de trascendencia en su vida. Allí conoció a Aníbal Alo y a Martín Carrizo, entre otros.

### Carrera con A.N.I.M.A.L.
Al tiempo, Aníbal Alo y Andrés Giménez, le hicieron la propuesta de formar una banda y así comenzó su carrera con A.N.I.M.A.L.
Alo decidió retirarse y fue reemplazado por Martín Carrizo, quien más tarde dejaría el grupo, tomando la posta Andrés Vilanova, con quien Corvata desde entonces, mantiene una relación cálida y de un extremo compañerismo.
Junto a A.N.I.M.A.L. editó cinco discos "Acosados Nuestros Indios Murieron Al Luchar", "Fin de un mundo enfermo", "El nuevo camino del hombre", "Poder latino" y "Usa toda tu fuerza".
Después de una carrera muy exitosa con A.N.I.M.A.L., en la cual estuvo 7 años, Marcelo Corvalán y Andrés Vilanova deciden abandonar la banda, según adujeron, por estar "saturados".

### Carrera con Carajo
Luego de la separación de A.N.I.M.A.L., Andrés Vilanova se junta con un amigo suyo, Hernan Langer (guitarrista), para comenzar un nuevo proyecto musical. Poco tiempo después "Corvata" se une a este proyecto, y en noviembre del 2000 arrancan con lo que sería su nueva banda, Carajo. Con Carajo llevan editados siete discos Carajo (2002), Atrapasueños (2004), Electrorroto acustizado 2.1 (2005), Carajografía (2003), Inmundo (2007), El mar de las almas (2011), Frente a Frente (2013) y Basado en Hechos Reales (2019). Los cuales pese a ser diferentes entre sí reflejan la esencia de la banda en su dimensión, con una fusión de géneros como el Hardcore, Nu metal, Punk y hasta Reggae.
La carrera llevada a cabo por "Corvata" junto a Carajo lo toma en un momento mucho más tranquilo y espiritual de su vida. Esto se ve reflejado en las letras de la banda, que no tienen un mensaje apocalíptico ni una rebeldía sin sentido, sino que muestran la realidad tal cual es y transmiten un mensaje esperanzador de que todo puede mejorar y de que siempre hay una luz.
Mientras llevaba a cabo su carrera en la música, Corvata estudió la carrera de diseñador gráfico en la Escuela Panamericana de Diseño y Publicidad. Tiene una marca propia de ropa alternativa "Loco*Pro" junto a su mujer Nancy, con quien formó su familia y tuvo a sus hijas Julieta y Juanita.

### Carrera como solista
Luego de anunciar la separación de Carajo el 18 de enero de 2020, decide emprender el mundo de la música como solista con artista invitados, su primera canción: "Volver a nacer" acompañado con Luciano Farelli (guitarra) y Cristian Borneo (batería) hace su presentación en varias plataformas digitales el 28 de agosto del mismo 2020.

### Carrera con Arde la sangre
El 27 de agosto de 2020, se anuncia que formará parte de Numen, la marca productora de Ale Vasquez. El domingo 9 de mayo de 2021 anuncian que formará parte de la nueva banda "Arde la sangre" junto a Hernan "Tery" Langer (con quien formó parte en Carajo), Luciano Farelli y Nacho Benavides.

## Discografía

### Con A.N.I.M.A.L
| Año de lanzamiento | Álbum                                       | Discográfica           |
| 1993               | Acosados Nuestros Indios Murieron Al Luchar | WEA International      |
| 1994               | Fin de un mundo enfermo                     | Tommy Gun Records      |
| 1996               | El nuevo camino del hombre                  | Warner Music Argentina |
| 1998               | Poder latino                                | Warner Music Argentina |
| 1999               | Usa toda tu fuerza                          | Warner Music Argentina |

### Con Carajo
| Año de lanzamiento | Álbum                       | Discográfica              |
| 2002               | Carajo                      | Universal Music Argentina |
| 2003               | Carajografía                | Universal Music Argentina |
| 2004               | Atrapasueños                | Universal Music Argentina |
| 2005               | Electrorroto acustizado 2.1 | Universal Music Argentina |
| 2007               | Inmundo                     | Universal Music Argentina |
| 2010               | El mar de las almas         | Universal Music Argentina |
| 2012               | Carajo (Reedición)          | Universal Music Argentina |
| 2013               | Frente a Frente             | Independiente             |
| 2016               | Hoy Como Ayer               | Independiente             |
| 2019               | Basado en Hechos Reales     | Independiente             |

### Colaboraciones
- Extremo 03 - Voz en "Fe" (Cinco sentidos) - 2006.
- Plan 4 - Voz en "Señor de la guerra" (Dos caras) - 2007.
- Timmy O' Tool - Voz en "Sigo acá de pie" (disco homónimo) - 2007.
- Rescate - Bajo en "Vean", "La pared", "¡Hoy sí!", "Mala memoria" y "Quiero ser" (Buscando lío) - 2007.
- Corto Plazo - Voz en "Aprendí" (El reino del revés) - 2011.
- Cadena Perpetua - "Poison heart" (Much Sessions) - 2011.
- Jaque.Reina - Voz en "F.A.N.K." (Corazones amputados) - 2011.
- Adrián Barilari - Voz en "Nunca es tarde" (Barilari Cuatro) - 2012.
- Bigger - Voz en "Humano" (disco homónimo) - 2012.
- Rencore - Voz en "Sin más armas que gritar" (Sanarás) - 2013.
- Astenia - Voz en "Sos parte" (disco homónimo) - 2013.
- Salta La Banca - Voz en "Chacal" (Eureka!) - 2015.
- Cirse - Voz en "Karma" (Karma) - 2017.
- Pressive - Voz en la canción "Historias" - 2020.
- Respeto Oficial Argentina - Voz en "Impulso" - Live Session en Romaphonic - 2021